# Марз
Марз (вірм. մարզ) — адміністративна одиниця Вірменії. Інша назва — область. Вірменія складається з 10 марзів та столиці.